# Leiostomus xanthurus
Genre
Espèce
Statut de conservation UICN

 LC  : Préoccupation mineure
Le Tambour croca (Leiostomus xanthurus) est une espèce de poissons de la famille des Sciaenidae. Il est la seule espèce du genre Leiostomus.

## Répartition
Cette espèce est présente dans l'Atlantique, le long des côtes aux États-Unis, au Mexique et aux Bahamas.

## Alimentation
Il se nourrit de vers, de crustacés et de déchets organiques.